# Operação Trinta Horas
Operação Trinta Horas foi o plano do Governo Emílio Médici de invadir o Uruguai de 1971. O nome é uma referência a estimativa de tempo gasto para dominar o país.
O Uruguai estava em processo eleitoral e a possibilidade de vitória da Frente Ampla (Frente Amplio), de esquerda, assustava os governantes brasileiros, além dos Tupamaros, grupo de guerrilha urbana uruguaio. Contudo, a Frente Ampla foi derrotada nas urnas e o plano ficou sem efeito.
Além da temática da "Expansão do Comunismo", havia o sentimento expansionista brasileiro, amadurecido o suficiente pelos militares, que imaginavam que o Uruguai era o lugar certo para começar. A estratégia brasileira era realizar uma invasão rápida, para impedir ou debilitar a reação argentina: só restaria aos descontentes a discussão na ONU. Depoimentos posteriores confirmaram que um dia antes das eleições uruguaias as tropas brasileiras estavam mobilizadas. Apesar disso, a história seguiu outro caminho: o Brasil não invadiu o Uruguai e o último sofreu um golpe de Estado militar em 1973.